# Zbigniew Ringer
Zbigniew Ringer (ur. 30 lipca 1928 w Kołaczycach, zm. 17 listopada 2020) – polski dziennikarz i publicysta sportowy.

## Życiorys
W 1952 ukończył studia na Wydziale Filozoficzno-Społecznym Uniwersytecie Jagiellońskim.
W latach 1951–1952 pracował w „Echu Krakowa”, od 1952 do 13 grudnia 1981 w „Dzienniku Polskim”, gdzie m.in. kierował działem sportowym, publikował stały felieton Tydzień w sporcie, w 1971 przemianowany na Bez dogrywki. Zajmował się ochroną środowiska, tematyką górską i sportem masowym. Jako sprawozdawca sportowy relacjonował między innymi igrzyska olimpijskie i mistrzostwa świata. W 1976 był redaktorem albumu Cracovii i Wisły, wydanego z okazji jubileuszu 70-lecia obu klubów.
Po ogłoszeniu stanu wojennego nie poddał się weryfikacji i przeszedł na rentę, pracował na pół etatu jako rzecznik prasowy w Polskim Biurze Podróży Orbis, współpracował z prasą II obiegu i Wydawnictwem Myśli Nieinternowanej. Był członkiem redakcji wydawanego od marca 1990 do listopada tegoż roku dziennika Depesza, następnie pracował w „Tygodniku Polonia”, jako sekretarz redakcji pisma „Małopolski Nowy Świat”, od 1992 był korespondentem „Nowego Dziennika”.
Od 1952 był członkiem Stowarzyszenia Dziennikarzy Polskich, był prezesem Krakowskiego Oddziału SDP oraz prezesem Klubu Dziennikarzy Sportowych SDP w Krakowie. Należał do współtwórców Polskiego Stowarzyszenia Prasy Lokalnej.
W 1972 został odznaczony Złotym Krzyżem Zasługi, w 1979 Krzyżem Kawalerskim Orderu Odrodzenia Polski.
Jego córka Elżbieta Ringer była sekretarzem redakcji nowojorskiego „Nowego Dziennika”.

## Wybrana bibliografia autorska
- Pół wieku KS Korona (Wydawnictwo Literackie, Kraków, 1970; wspólnie z Kazimierzem Puszkarzewiczem)
- 50 lat Klubu Sportowego Pieniny, Szczawnica: 1930–1980 (Szczawnica-Krościenko: nakł. KS Pieniny, 1980; wspólnie z Ryszardem Kołtunem i Janem Otałęgą)
- 70 lat KS „Korona”, Kraków 1919–1989 (Komitet Obchodów Jubileuszu 70-lecia KS „Korona”, Kraków, 1989; wspólnie z Piotrem Płatkiem)
- 70 lat w służbie chorym: 1917–1987, Szpital im. Józefa Babińskiego w Krakowie – Kobierzynie (Komitet Jubileuszowy obchodów 70-lecia Specjalistycznego Psychiatrycznego ZOZ w Krakowie – Kobierzynie, Kraków, 1987)
- XXXII lata polskiej motoryzacji: X-lecie PP „Polmozbyt” (Przedsiębiorstwo Państwowe „Polmozbyt”, Kraków, 1984; wspólnie ze Zdzisławem Sroką)
- Ignacy Łukasiewicz twórcą polskiego przemysłu naftowego (Komitet Organizacyjny Obchodów Roku Jubileuszowego Ignacego Łukasiewicza przy Stowarzyszeniu Przyjaciół Ziemi Krośnieńskiej, 1973; opracowanie i redakcja wspólnie ze Zdzisławem Sroką)
- Sześćdziesiąt lat AZS (Kraków, 1969; wspólnie z Kazimierzem Puszkarzewiczem)
- Ziemia Sądecka zaprasza (Centralny Ośrodek Informacji Turystycznej: nakł. Przedsiębiorstwa Turystycznego „Poprad” w Nowym Sączu, Kraków, 1986)